# Neuenhaßlau
Neuenhaßlau ist ein Ortsteil der Gemeinde Hasselroth im hessischen Main-Kinzig-Kreis und Sitz der Gemeindeverwaltung. 

## Geographie
Der Ort liegt am Rande des hessischen Spessarts im Büdinger Meerholzer Hügelland am Hasselbach.

### Nachbargemarkungen
Folgende Gemarkungen grenzen an das Ortsgebiet von Neuenhaßlau:
| Langenselbold         | Rothenbergen                                |               |
|                       | Kompassrose, die auf Nachbargemeinden zeigt | Niedermittlau |
| Rodenbach und Somborn | Gondsroth                                   |               |

## Geschichte

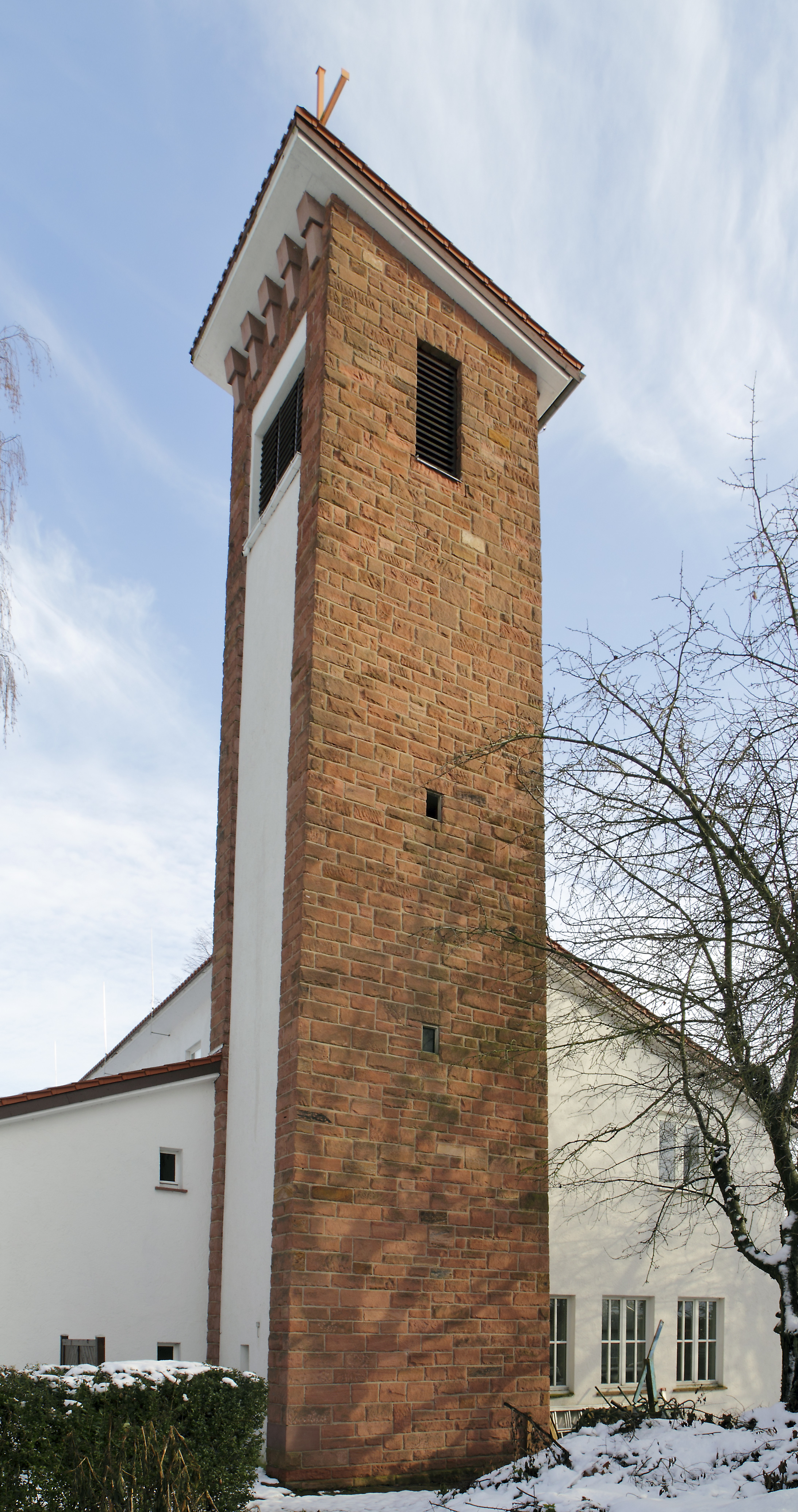
Evangelische Christuskirche

Die älteste bekannte schriftliche Erwähnung von Neuenhaßlau erfolgte unter dem Namen Hasela im Jahr 1219 in einer Urkunde des Klosters Haina.
In den historischen Dokumenten ist der Ort unter folgenden Ortsnamen belegt (in Klammern das Jahr der Erwähnung): Hasela (1219), Neuen Hasela (1343), Nuwin Hasela (1344), Nuwenhaselach, Nauenhasseler (1556) und Newenhassela (1558).
Die erste kleine Kirche wurde 1948 eingerichtet, bevor zehn Jahre später die evangelische Christuskirche erbaut wurde. Bereits 1956 war eine katholische Kirche errichtet worden.
Der Ort gehörte vor der Gebietsreform zum Landkreis Gelnhausen.
Im Zuge der Gebietsreform in Hessen fusionierten zum 1. Oktober 1971 die bis dahin selbständigen Gemeinden Neuenhaßlau und Gondsroth zur Gemeinde neuen Gemeinde „Hasselroth“.
Ortsbezirke nach der Hessischen Gemeindeordnung wurden nicht errichtet.

## Bevölkerung
Einwohnerentwicklung
- 1558: 1556: 10 isenburgische Leibeigene[3]
- 1558: 44 zinspflichtige[3]

| Neuenhaßlau: Einwohnerzahlen von 1834 bis 2011 | Neuenhaßlau: Einwohnerzahlen von 1834 bis 2011 | Neuenhaßlau: Einwohnerzahlen von 1834 bis 2011 | Neuenhaßlau: Einwohnerzahlen von 1834 bis 2011 | Neuenhaßlau: Einwohnerzahlen von 1834 bis 2011 |
| --- | ---------------------------------------------- | ---------------------------------------------- | ---------------------------------------------- | ---------------------------------------------- |
| Jahr |                                                |                                                |                                                | Einwohner                                      |
| 1834 | 1834                                           |                                                | 379                                            | 379                                            |
| 1840 | 1840                                           |                                                | 385                                            | 385                                            |
| 1846 | 1846                                           |                                                | 434                                            | 434                                            |
| 1852 | 1852                                           |                                                | 476                                            | 476                                            |
| 1858 | 1858                                           |                                                | 485                                            | 485                                            |
| 1864 | 1864                                           |                                                | 476                                            | 476                                            |
| 1871 | 1871                                           |                                                | 457                                            | 457                                            |
| 1875 | 1875                                           |                                                | 478                                            | 478                                            |
| 1885 | 1885                                           |                                                | 509                                            | 509                                            |
| 1895 | 1895                                           |                                                | 630                                            | 630                                            |
| 1905 | 1905                                           |                                                | 748                                            | 748                                            |
| 1910 | 1910                                           |                                                | 802                                            | 802                                            |
| 1925 | 1925                                           |                                                | 975                                            | 975                                            |
| 1939 | 1939                                           |                                                | 1.099                                          | 1.099                                          |
| 1946 | 1946                                           |                                                | 1.510                                          | 1.510                                          |
| 1950 | 1950                                           |                                                | 1.668                                          | 1.668                                          |
| 1956 | 1956                                           |                                                | 2.034                                          | 2.034                                          |
| 1961 | 1961                                           |                                                | 2.414                                          | 2.414                                          |
| 1967 | 1967                                           |                                                | 2.607                                          | 2.607                                          |
| 1970 | 1970                                           |                                                | 2.772                                          | 2.772                                          |
| 1980 | 1980                                           |                                                | ?                                              | ?                                              |
| 1990 | 1990                                           |                                                | ?                                              | ?                                              |
| 2000 | 2000                                           |                                                | ?                                              | ?                                              |
| 2011 | 2011                                           |                                                | 3.201                                          | 3.201                                          |
| Datenquelle: Historisches Gemeindeverzeichnis für Hessen: Die Bevölkerung der Gemeinden 1834 bis 1967. Wiesbaden: Hessisches Statistisches Landesamt, 1968. Weitere Quellen: LAGIS; Zensus 2011 |                                                |                                                |                                                |                                                |

Historische Religionszugehörigkeit
| • 1895: | 497 evangelische (= 97,64 %), 8 katholische (= 1,57 %), vier jüdische (= 0,79 %) Einwohner |
| • 1961: | 1841 evangelische (= 76,26 %), 526 katholische (= 21,79 %) Einwohner                       |

## Wappen und Flagge
Wappen 

Blasonierung: „In Gold oben ein schwarzer, gegengezinnter Balken, unten drei mit dem Stiel zusammengewachsene rote Haselnüsse.“
Das Wappen wurde der Gemeinde Neuenhaßlau am 14. März 1969 durch das Hessische Innenministerium genehmigt. Gestaltet wurde es durch den Bad Nauheimer Heraldiker Heinz Ritt. 
Die drei Haselnüsse sind redend und weisen auf den früheren Ortsnamen „Hasela“ (Hasel(nuss)) hin. Der gegengezinnte Balken stammt aus dem Wappen der Herren von Rückingen, die 1343 eine heute nicht mehr vorhandene Kapelle stifteten. Rot und Gold weisen auf die Grafschaft Hanau hin, zu der der Ort früher gehörte.

 Flagge 
Gemeinsam mit dem Wappen genehmigte das Innenministerium der Gemeinde eine Flagge, die wie folgt beschrieben wird:
„Von Gelb und Rot dreimal (2:3:3:2) gespalten, im oberen Drittel das Gemeindewappen.“

## Kultur und Sehenswürdigkeiten
Für die Kulturdenkmäler des Ortes siehe die Liste der Kulturdenkmäler in Hasselroth#Neuenhaßlau. Auf dem Ortsgebiet liegt das Naturschutzgebiet Hässeler Weiher von Neuenhaßlau.

## Wirtschaft und Infrastruktur

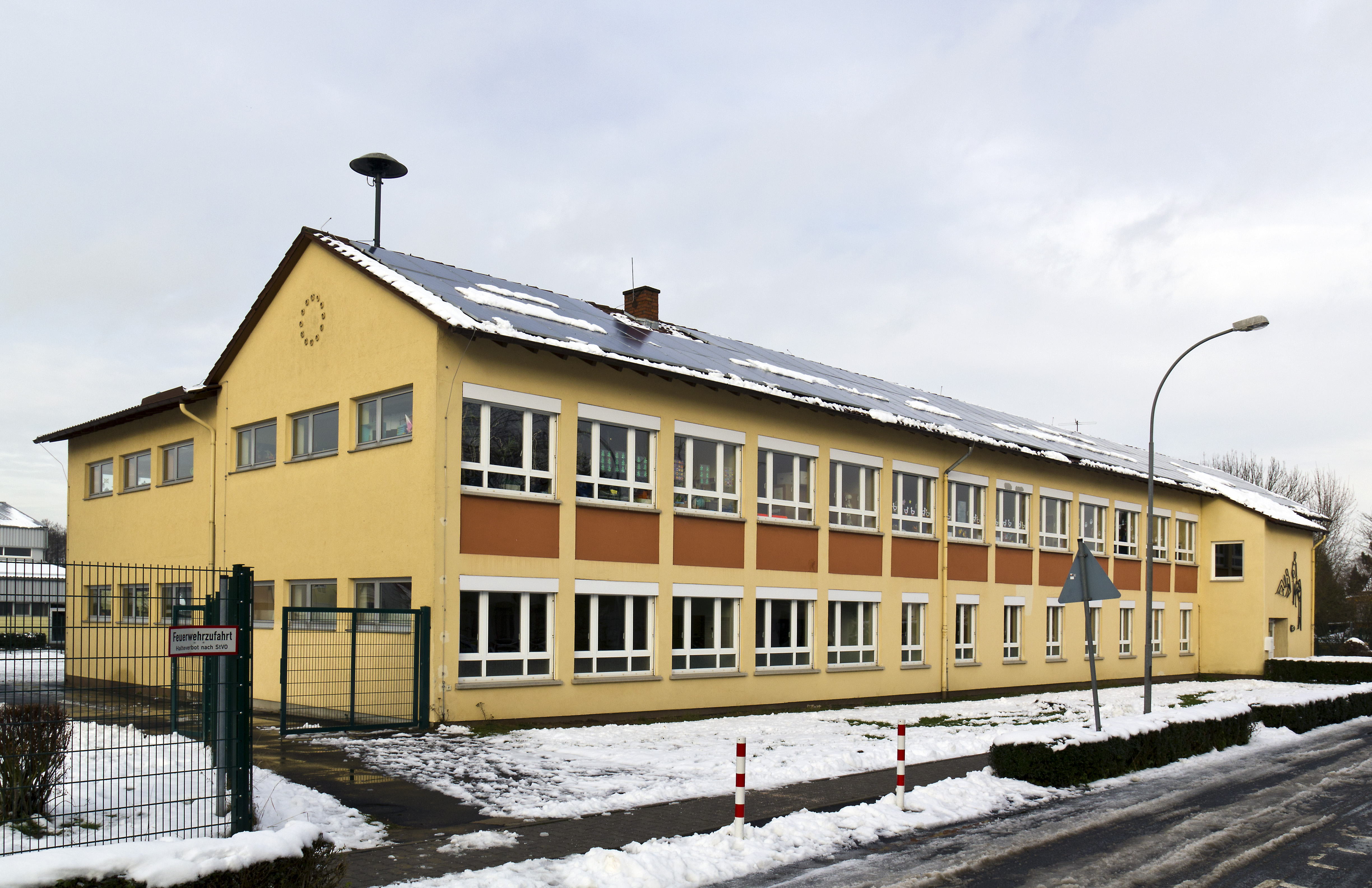
Grundschule Hasselbachschule

### Verkehr
Im Ort treffen sich die Landesstraßen 3269, 3339 und 3483. Von 1904 bis 1963 lag das Dorf an der Freigerichter Kleinbahn.

### Öffentliche Einrichtungen
- Für die jungen Einwohner gibt es eine Kindertagesstätte und eine Grundschule.
- Das Bürgerhaus ist die Zehntscheune.

## Persönlichkeiten
- Martin Schäfer (1889–1971), Lehrer und Heimatforscher